# 國土三法
國土三法，係指中華民國（臺灣）的三項國土保育相關法律推動作業，包括《國土計畫法》、《國土復育條例》及《海岸管理法》；2008年政黨輪替後又改為新國土三法，擱置了《國土復育條例》，並加入《濕地保育法》。在《濕地保育法》及《海岸管理法》相繼施行後，環境團體於2015年11月又將尚未完成立法的《景觀法》及《海域管理法》與延宕多年的《國土計畫法》合稱為國土三法。

## 國土保育相關政策及立法歷程
行政院在1993年7月擬定「振興經濟方案」及「國土綜合發展計畫法」草案，並依此於1996年11月提出「國土綜合開發計畫」。
2004至2005年，行政院經建會推動「國土復育策略方案暨行動計畫」及《國土復育條例》立法，並與計畫多年的《國土計畫法》、《海岸法》合稱為國土三法，但由於牽扯範圍過廣，因此在陳水扁政府任內遭到中國國民黨立法委員及部份原住民立法委員的全盤封殺，經建會也被要求暫緩國土復育計畫。
2009年八八水災後，此議題再起，經建會也曾一度列為最優先法案送交立法院審查，但仍舊未能過關。
立法院第8屆第8會期通過《國土計畫法》後，2015年12月30日，內政部召開記者會，說明國土三法(國土計畫法、海岸管理法、濕地保育法)全部通過，將建立國土新秩序，邁向永續發展。。

### 《國土計畫法》
最早為依據1993年7月振興經濟方案提出的《國土綜合發展計畫法》草案，後於2003至2004年修正為《國土計畫法》重新送立法院審議，並撤回原審議中的《國土綜合發展計畫法》草案。在馬英九政府時期，於八八水災後重新被提出討論，並多次被列為優先法案，最終於2015年12月18日完成三讀，將國土區分為「國土保育地區」、「海洋資源地區」、「農業發展地區」、「城鄉發展地區」四區，讓國土可「適地適用」，2016年5月1日起施行。但自施行至公告實施全國國土計畫、公告實施地方政府國土計畫、以及公告國土功能分區圖各階段間，仍各有1～2年的緩衝期。2018年4月30日，內政部公告實施全國國土計畫。

### 《國土復育條例》
2005年由行政院核定，但在立法院遭到強力杯葛。八八水災後重新被提出討論，並有與《國土計畫法》合併之議，2011年再度被擱置，從此鮮少被提及。

### 《海岸管理法》
內政部自1991年便已研擬《海岸法》草案，但多次送立法院審議，都未能完成立法作業。2015年1月20日，立法院通過三讀，並將名稱修正為《海岸管理法》，2月4日公佈實施。 

### 《濕地保育法》
於2012年提出，內政部推動時名稱為《濕地法》，最後立法院以《濕地保育法》名稱於2013年6月18日通過，並加入一年內公告施行日期的緩衝條款；2014年6月12日即將屆滿一年時，行政院公告於2015年2月2日起施行。

### 《景觀法》
2002年，行政院長游錫堃指示內政部提出《都市觀瞻條例草案》，後與《環境景觀法草案》合併為《景觀法》，但多次送立院審查，均由於相關技師工會對於「景觀師」相關條文無法達成共識而擱置。

### 《海域管理法》
由立法委員邱文彥於2015年提出，用以彌補《海岸管理法》未規範的3至12浬海域。

## 外部連結
- 全國土地使用分區資料查詢系統（页面存档备份，存于）